# سیارک ۷۱۸۶
سیارک ۷۱۸۶ (به انگلیسی: 7186 Tomioka، نامگذاری:1991YF) هفت هزار و صد و هشتاد و ششمین سیارک کشف شده‌است که در ۲۶ دسامبر ۱۹۹۱ کشف شد.
قدر مطلق سیارک برابر ۱۲٫۹۰ است.